# Askánci
Askánci respektive askánská dynastie (německy Askanier), nazývaní také Anhaltší (anhaltská dynastie) podle Anhaltska, kde vládli nejdéle ze všech zemí, jsou německý šlechtický (vévodský) rod švábsko-franského původu. Do roku 1320 vládli v Braniborském markrabství, do roku 1486 v Orlamünde, do roku 1422 v Sasku-Wittenbersku, do roku 1689 v Sasku-Lauenbursku a do roku 1918 v Anhaltsku.
Současnou hlavou rodu je princ Eduard Anhaltský z anhaltské větve rodu.

## Původ rodu
Zakladatelem rodu byl hrabě Esico z Ballenstedtu, který okolo roku 1056 připojil ke svým državám hrabství Orlamünde a území v Sasku zděděné po Billunzích. Jeho vnuk Ota Míšeňský založil saské město Freiberg a zahájil askánskou kolonizaci slovanských zemí ve středním Polabí (pozdější Braniborsko). Askánskou nadvládu tohoto území dovršil Albrecht I. Medvěd. Dobyl území Severní marky na pravém břehu Labe a vypudil slovanský kmen Havolanů. Na jejich dobytém hradišti zbudoval hrad Špandavu.

## Mocenský růst

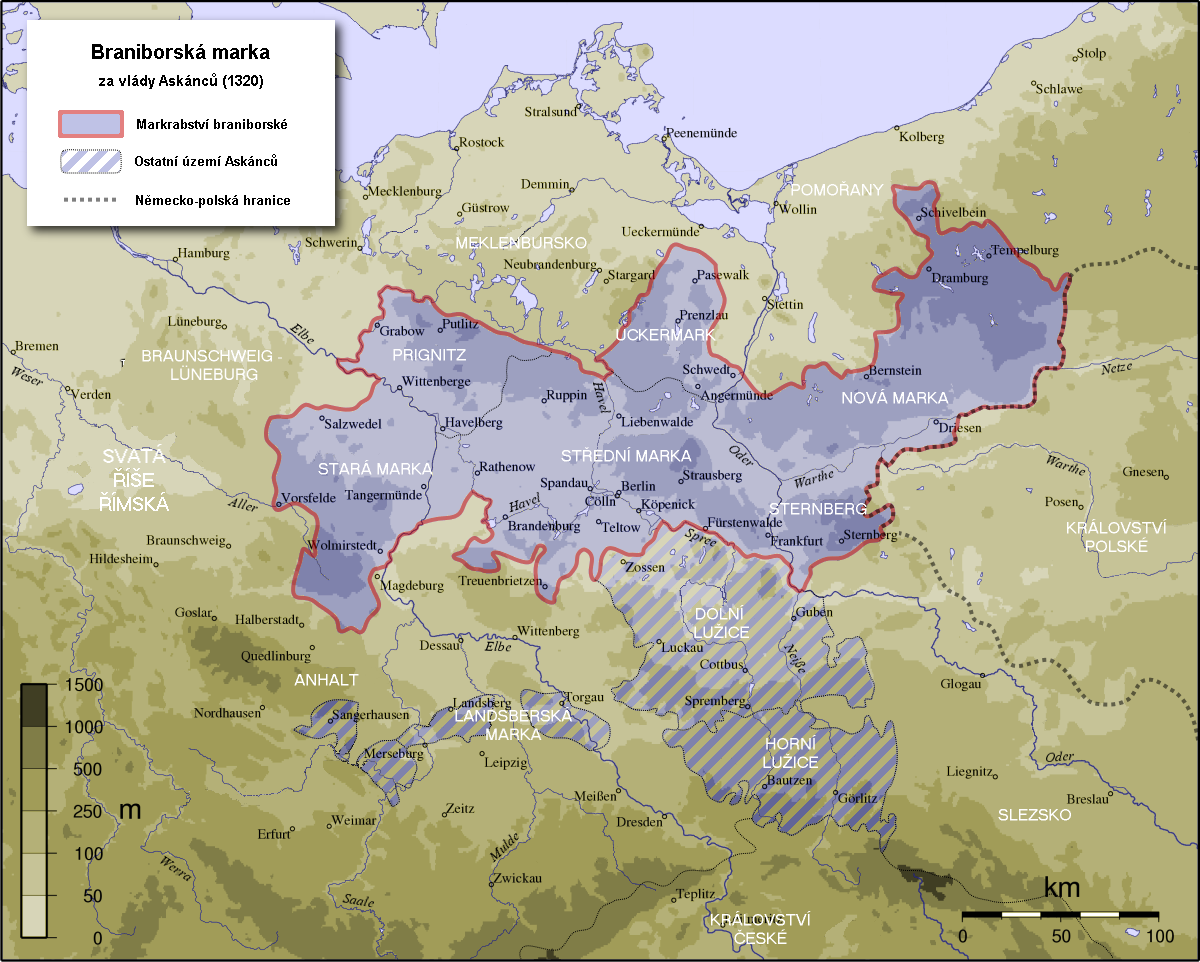
Državy Askánců roku 1320

V letech 1138–41 byl Albrecht I. Medvěd vévodou saským a dědictvím po slovanském knížeti Přibyslavovi a výboji získal lužickou a Severní marku. Roku 1157 zakládá Braniborské markrabství a stává se jejím prvním markrabětem.
Synové Albrechta I. Medvěda se stali zakladateli jednotlivých linií askánského rodu. Ota I. zdědil Braniborsko, Heřman I. Orlamünde, Albrecht hrabství Ballenstedt a Bernhard III., pozdější vévoda saský zdědil hrabství Aschersleben. Syn Bernharda III. Jindřich zdědil Anhaltsko a jeho druh syn Albrecht Sasko. Ota III. získal Budyšínsko jako věno manželky Boženy (Beatrix), dcery českého krále Václava I. Roku 1180 byl saský vévoda Jindřich Lev sesazen císařem Fridrichem Barbarosou. Saské vévodství pak císař rozdělil mezi hraběte Bernharda III., který tím získal titul vévody saského a kolínského arcibiskupa. Roku 1296 Albrecht II. rozdělil saské vévodství na dvě části. Bylo vytvořeno vévodství sasko-lauenburské, které získali synové jeho bratra Jana I. a vládli v něm společně do roku 1305 a vévodství sasko-wittenberské, kde vládli potomci Albrechta II. a měli kurfiřtský hlas.

## Vztahy Askánců a Přemyslovců
- Albrecht I. Medvěd se zúčastnil tažení německého krále Lothara III. proti českému knížeti Soběslavu I. a v bitvě u Chlumce (1126), v níž Soběslav I. zvítězil, padl do jeho zajetí. Své dvě dcery provdal do Čech, první za Vladislava (předpokládaného Soběslavova dědice, sňatek okolo 1152) a Gertrudu za Přemyslovce Děpolta I., syna Vladislava I. (sňatek 1155).
- Ota III. Braniborský měl za manželku Boženu (Beatrix), dceru krále Václava I.
- Ota V. Braniborský, syn Oty III. a Boženy, byl nechvalně proslulým správcem Čech po pádu svého přemyslovského strýce. Česká královna Kunhuta, druhá manželka Přemysla Otakara II., po smrti krále pozvala do Čech svého příbuzného Otu V., aby se chopil správy v Čechách a poručnictví nad Václavem, synem Přemysla Otakara II. Ota V. po neshodách s Kunhutou uvěznil kralevice Václava nejprve na Bezdězi a později ho odvezl do Braniborska jako rukojmí. Čechy pak byly drancovány vojsky Oty V., až do vyplacení Václava českou šlechtou.

## Erby členů askánského rodu

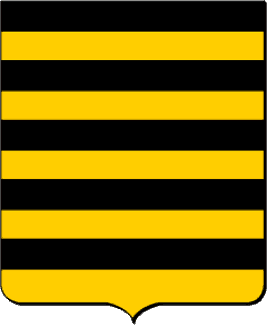
Adalbert I., hrabě z Ballenstedtu
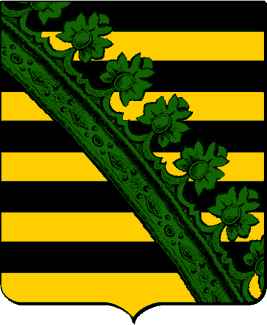
Albrecht I. Medvěd
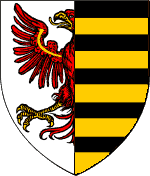
Jindřich I., hrabě z Anhaltu
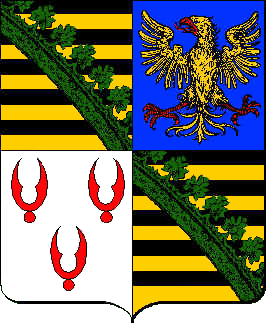
Jan I. Sasko-lauenburský

## Rodokmen Askánců

### Braniborští Askánci

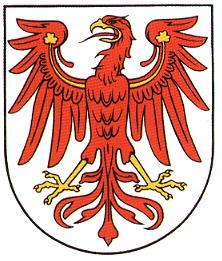
Erb markrabat braniborských

- Esico z Ballenstedtu († po 1059), hrabě z Ballenstedtu
  - Adalbert II. († 1080), hrabě z Ballenstedtu
    - Ota, zvaný Bohatý († 1123), hrabě z Ballenstedtu, hrabě z Anhaltu, vévoda saský (1112)
      - Albrecht I. Medvěd († 1170), markrabě Severní marky, markrabě braniborský, vévoda saský, hrabě z Ballenstedtu
        - Ota I. († 1184), markrabě braniborský (větev braniborská)
          - Ota II. († 1205), markrabě braniborský
          - Albrecht II. († 1220), markrabě braniborský
            - Jan I. († 1266), markrabě braniborský
              - Jan II. († 1281), markrabě braniborský
                - Konrád II. († 1308 ?), německý rytíř
                - Jan († 1292), biskup havelberský

              - Ota IV. († 1308), markrabě braniborský
              - Konrád I. († 1304), markrabě braniborský
                - Jan IV. († 1305), markrabě braniborský
                - Ota VII. († 1308), markrabě braniborský
                - Waldemar († 1319), markrabě braniborský

              - Erik († 1295), arcibiskup magdeburský
              - Jindřich I. († 1318), markrabě braniborský
                - Jindřich II. († 1320), markrabě braniborský (poslední braniborský Askánec)

              - Albrecht († 1290)
              - Heřman († 1291), biskup havelberský

            - Ota III. († 1267), markrabě braniborský
              - Jan III. († 1268), markrabě braniborský
              - Ota V. Dlouhý († 1298), markrabě braniborský
                - Ota († 1307)
                - Albrecht († 1296)
                - Heřman II. Dlouhý († 1308), markrabě braniborský
                  - Jan V. († 1317), markrabě braniborský

              - Albrecht III. († 1300), markrabě braniborský
                - Ota († 1299)
                - Jan († 1299)

              - Ota VI. Malý († 1303), markrabě braniborský

### Sasko-wittenberští Askánci
- Ota I. († 1184), markrabě braniborský (větev braniborská)
- Heřman I. († 1176), hrabě z Orlamünde
- Siegfried († 1184), biskup braniborský a arcibiskup brémský
- Jindřich († 1185), kanovník v Magdeburgu
- Albrecht († okolo 1171), hrabě v Ballenstedtu
- Dětřich († od 1183), hrabě z Werbenu
- Bernard III. († 1212), hrabě z Anhaltu, kurfiřt, vévoda saský (větev saská)
  - Jindřich († 1252), hrabě z Anhaltu
  - Albrecht I. († 1260), kurfiřt, vévoda saský
    - Jan I. († 1285), vévoda saský (viz větev sasko-lauenburská)
    - Albrecht II. († 1298), vévoda saský (do 1296), vévoda sasko-wittenberský (větev sasko-wittenberská)
      - Rudolf I. († 1356), vévoda sasko-wittenberský
        - Rudolf II. († 1370), kurfiřt sasko-wittenberský
        - Václav I. († 1388), kurfiřt sasko-wittenberský, hrabě lüneburský
          - Rudolf III. († 1419), kurfiřt sasko-wittenberský
          - Albrecht III. († 1422), kurfiřt sasko-wittenberský (poslední wittenberský Askánec)

### Sasko-lauenburští Askánci
- Jan I. († 1285), vévoda saský
  - Jan II. († 1322), vévoda sasko-lauenburský, spoluvládce (větev Bergedorf-Möllner)
    - Albrecht IV. († 1343), vévoda

  - Albrecht III. († 1308), vévoda sasko-lauenburský, spoluvládce (větev Ratzeburg-Lauenburger)
  - Erich I. († 1361), vévoda sasko-lauenburský, spoluvládce (větev sasko-lauenburská)
    - Erich II. († 1368), vévoda sasko-lauenburský
      - Erich IV. († 1412), vévoda sasko-lauenburský
        - Erich V. († 1435), vévoda sasko-lauenburský
        - Jan IV. († 1414), vévoda sasko-lauenburský
        - Bernard II. († 1463), vévoda sasko-lauenburský
          - Jan V. († 1507), vévoda sasko-lauenburský
            - Magnus I. († 1543), vévoda sasko-lauenburský
              - František I. († 1581), vévoda sasko-lauenburský
                - Magnus II. († 1603), vévoda sasko-lauenburský
                - František II. († 1619), vévoda sasko-lauenburský
                  - Julius Jindřich († 1665), vévoda sasko-lauenburský
                    - František Erdman († 1666), vévoda sasko-lauenburský
                    - Julius František († 1689), vévoda sasko-lauenburský (poslední lauenburský Askánec)

                - August I. († 1656), vévoda sasko-lauenburský

## Anhaltští Askánci

### Vévodové anhaltští (1863–1918)
Od roku 1603 do roku 1863 bylo Anhaltsko rozděleno do těchto hrabství a to Anhaltsko-Bernburg, Anhaltsko-Desavsko, Anhaltsko-Zerbstsko (vytvořeno roku 1544, zaniklo připojením k Anhaltsku-Desavsku roku 1796), Anhaltsko-Köthen a Anthatsko-Plötzkau (zaniklo roku 1665, připojeno k Anhaltsku-Zerbst).
V roce 1806 již zbyla jen hrabství Anhaltsko-Bernburg, Anhaltsko-Desavsko a Anhaltsko-Köthen. Ty Napoleon povýšil na vévodství. Když v roce 1847 vymřela vládnoucí linie v Anhaltsku-Köthenu, bylo toto vévodství připojeno k Anthaltsku-Desavsku. Situace se opakovala v roce 1863, když vymřela vládnoucí linie v Anhaltsku-Bernburgu a tak opět i toto vévodství připadlo k Anhaltsku-Desavsku, to se pak, jako jediné zbylé anhaltské vévodství, přejmenovalo na Anhaltské vévodství.
- Leopold IV. – (1863–1871), do roku 1863 vévoda Anthaltska-Desavska
- Fridrich I. – (1871–1904)
- Fridrich II. – (1904–1918)
- Eduard – (1918)
- Jáchym Arnošt – (1918), odstoupil v důsledku listopadové revoluce

## Hlavy rodu po roce 1918
- Jáchym Arnošt – (1918–1947), vévoda Alhaltský, odstoupil v důsledku listopadové revoluce
- Fridrich – (1947–1963), jeho syn
- Eduard – (od 1963), jeho syn